# Olympische Jugend-Sommerspiele 2014/Teilnehmer (Ägypten)
| Gelbes Symbol für Goldmedaillen mit stilisierten Olympischen Ringen | Graues Symbol für Silbermedaillen mit stilisierten Olympischen Ringen | Braundes Symbol für Bronzemedaillen mit stilisierten Olympischen Ringen |
| ------------------------------------------------------------------- | --------------------------------------------------------------------- | ----------------------------------------------------------------------- |
| 2                                                                   | 1                                                                     | 5                                                                       |

Die Jugend-Olympiamannschaft aus Ägypten für die II. Olympischen Jugend-Sommerspiele vom 16. bis 28. August 2014 in Nanjing (Volksrepublik China) bestand aus 83 Athleten.

## Athleten nach Sportarten

### Badminton
| Mädchen - Doha Hany Einzel: 25. Platz Mixed: 25. Platz (mit Seo Seung-jae Südkorea) | Jungen - Abdelrahman Abdelhakim Einzel: 17. Platz Mixed: 25. Platz (mit Mariya Mitsova Bulgarien) |

### Basketball
Mädchen
- 3x3: 13. Platz
- Nouralla Abdelalim
Shoot-out: 54. Platz
- Nada Abdelhamid
Shoot-out: 29. Platz
- Raneem El-Gedawy
- Sara Nady
Shoot-out: 14. Platz

### Bogenschießen
| Mädchen - Hana El-Shimy Einzel: 17. Platz Mixed: 17. Platz (mit Atul Verma Indien) | Jungen - Seifeldin El-Sehely Einzel: 17. Platz Mixed: 17. Platz (mit Lee Eun-gyeong Südkorea) |

### Fechten
| Mädchen - Yara El-Sharkawy Florett Einzel: 11. Platz Mixed: 9. Platz (im Team Afrika) - Shirwit Gaber Degen Einzel: 10. Platz Mixed: 9. Platz (im Team Afrika) | Jungen - Ahmed El-Sayed Degen Einzel: 10. Platz Mixed: 9. Platz (im Team Afrika) - Mostafa Ayman Säbel Einzel: 8. Platz |

### Gewichtheben
| Mädchen - Sara Ahmed Schwergewicht: Gold | Jungen - Ahmed El-Sayed Mittelgewicht: 4. Platz - Mohamed Shosha Schwergewicht: Bronze |

### Handball
Jungen
- Silber
- Ahmed Abdelaal
- Abdelhamid Abdelhamid
- Ahmed Abdelwahab
- Abdelrahman Abdou
- Omar Belal
- Mohamed El-Tayar
- Hady Morsy
- Yahia Omar
- Shady Ramadan
- Aly Refaat
- Mohamed Saleh
- Ahmed Salem
- Youssef Shehab
- Omar Wafa

### Leichtathletik
| Mädchen - Fatma el-Sharnouby 1500 m: 18. Platz 8 × 100 m Mixed: 18. Platz - Riham Abohiba Hochsprung: 14. Platz 8 × 100 m Mixed: 5. Platz - Esraa Owis Weitsprung: 8. Platz 8 × 100 m Mixed: 31. Platz - Amira Khaled Mahmoud Diskuswurf: 5. Platz 8 × 100 m Mixed: 16. Platz - Esraa Mostafa Hammerwurf: 6. Platz 8 × 100 m Mixed: 7. Platz | Jungen - Sabry Asar 800 m: 11. Platz 8 × 100 m Mixed: 39. Platz - Hussein Sabbah 2000 m Hindernis: 14. Platz 8 × 100 m Mixed: 51. Platz - Shehab Ahmed Kugelstoßen: 6. Platz 8 × 100 m Mixed: 34. Platz - Hassan Ali Diskuswurf: 9. Platz 8 × 100 m Mixed: 44. Platz - Ahmed Tarek Ismail Hammerwurf: Bronze 8 × 100 m Mixed: 24. Platz - Bahaa Abdelwareth Speerwurf: 7. Platz 8 × 100 m Mixed: 55. Platz |

### Moderner Fünfkampf
| Mädchen - Haydy Adil Einzel: 7. Platz Mixed: 18. Platz (mit Mikita Harnastaeu Belarus) | Jungen - Sherif Nazeir Einzel: 4. Platz Mixed: 24. Platz (mit Olesya Mylnikova Kasachstan) |

### Radsport
Jungen
- Kombination: 30. Platz
- Youssef Helal
- Mohamed Imam
Mixed: 23. Platz

### Reiten
- Mohamed Hatab
Springen Einzel: 8. Platz
Springen Mannschaft: 4. Platz (im Team Afrika)

### Rhythmische Sportgymnastik
Mädchen
- Hana Nafie
Einzel: 11. Platz
- Sherifa Bayoumy
- Nadin Tamer Gaber
- Sara Ibrahim
- Hania Khattab
- Zain Mohamed Saad
Mannschaft: 6. Platz

### Ringen
| Mädchen - Habiba Ismail Freistil bis 52 kg: 4. Platz | Jungen - Omar Ibrahim Griechisch-römisch bis 69 kg: 5. Platz - Ahmed Ahmed Griechisch-römisch bis 85 kg: Bronze - Mohamed Hegab Freistil bis 46 kg: 5. Platz - Abdalla El-Gizawee Freistil bis 100 kg: Bronze |

### Rudern
| Mädchen - Alaa Mohamed - Basma Mahmoud Zweier: 12. Platz | Jungen - Hossam Mohamed - Hussein Aly Zweier: 11. Platz |

### Schießen
| Mädchen - Afaf El-Hodhod Luftpistole 10 m: 5. Platz Mixed: 6. Platz (mit Ürfan Axundov Aserbaidschan) - Hadir Mekhimar Luftgewehr 10 m: 18. Platz Mixed: Gold (mit István Péni Ungarn) | Jungen - Ahmed Mohamed Luftpistole 10 m: 14. Platz Mixed: Silber (mit Teh Xiu Yi Singapur) |

### Schwimmen
| Mädchen - Mariam Sakr 50 m Rücken: DNS 100 m Rücken: DNS 200 m Rücken: DNS 100 m Schmetterling: 22. Platz 200 m Schmetterling: DNS - Nermin Balbaa 200 m Brust: 13. Platz | Jungen - Ahmed Akram 400 m Freistil: 4. Platz 800 m Freistil: Gold 200 m Schmetterling: 7. Platz - Mohamed Khalaf 50 m Brust: 8. Platz |

### Segeln
Mädchen
- Khouloud Mansy
Byte CII: 25. Platz

### Taekwondo
| Mädchen - Maisoun Tolba Klasse bis 63 kg: 9. Platz | Jungen - Omar Ghonim Klasse bis 55 kg: 5. Platz - Seif Eissa Klasse bis 73 kg: Bronze - Youssef Khallaf Klasse über 73 kg: 5. Platz |

### Tennis
Mädchen
- Sandra Samir
Einzel: 1. Runde
Doppel: 1. Runde (mit Lesedi Jacobs  Namibia)
Mixed: Achtelfinale (mit Lloyd Harris  Südafrika)

### Tischtennis
| Mädchen - Alaa Saad El-Halawany Einzel: 21. Platz Mixed: 21. Platz | Jungen - Aly Ghallab Einzel: 25. Platz Mixed: 21. Platz |

### Trampolinturnen
| Mädchen - Ashrakat Ismail Einzel: 12. Platz | Jungen - Mohab Hassan Einzel: 10. Platz |

### Triathlon
| Mädchen - Rehab Hamdy Einzel: 27. Platz Mixed: 14. Platz (im Team Afrika 1) | Jungen - Khaled Essam Einzel: 28. Platz Mixed: 14. Platz (im Team Afrika 1) |

### Turnen
| Mädchen - Nada Ayman Ibrahim Einzelmehrkampf: 26. Platz | Jungen - Mohamed El-Hamy Aly Einzelmehrkampf: 14. Platz Boden: 5. Platz Pferd: 8. Platz |

### Wasserspringen
| Mädchen - Maha Abdalsalam Turmspringen: 6. Platz | Jungen - Mohab Mohymen Ishak - Turmspringen: 11. Platz Mixed: Silber (mit Wu Shengping Volksrepublik China) |